# 아바르안디어파
아바르-안디어파(Avar-Andic)는 북동캅카스어족의 분파 중 하나로 안디어파와 아바르어를 묶은 것이다. 특히 약 80만 명의 화자 수를 보유한 아바르어는 수만 명에 불과한 안디어파나 체즈어파 화자 사이에서도 문어로 통용된다.

## 같이 보기
- 북동캅카스어족